# Na (narod)
Na (Nga, Nah), malena plemenska zajednica nastanjena u devet sela u Arunachal Pradeshu u distriktu Gornji Subansiri, Indija. Sela u kojima živi oko 1,500 pripadnika ovog plemena (2000) su Gumsing, Taying, Esnaya, Lingbing, Tongla, Yeja, Reding, Redi i Dadu. Na se klasificiraju jezično u tibetsko-burmanske narode, užoj jezičnoj skupini tani. 
Kultura im je tipična ostalim susjednim planinskim narodima: stalne kuće, drvene ili ponekad od bambusa, na ponešto uzdignutim platformama, u kojima žive dvije do tri obitelji. Terasasto zemljodjelstvo (kukuruz, proso, ječam) i uzgoj stoke (jak i ovce). Nasljedstvo je patrilinearno, a organizirani su na četiri klana, viz.: Chedar, Hafi, Hari i Tisi. Po vjeri su mahayana-budisti. Uz uzgojeno bilje u prehranu ulaze in meso i riba. Iz riže, ječma, prosa i kukuruza proizvode neku vrstu piva. Duhan (guye) se puši uz pomoć domaći izrađene lule tungdung.

## Vanjske poveznice
- Health and Hygiene of the Nahs of Arunachal Pradesh